# Ottaviano Blitch
Ottaviano Blitch (L'Aquila, 27 luglio 1973) è un attore, conduttore radiofonico e cantante italiano.

## Biografia
Nato a L'Aquila da padre pisano, pittore, poeta e scultore, e da madre abruzzese  si diploma maestro d'arte nel 1993 iniziando da subito a frequentare il mondo della notte in veste di Disc Jockey. Ha posato come modello per Fiorenzo Niccoli. È attore e chitarrista, compositore e cantante.
Nel 1994 studia doppiaggio e recitazione con il maestro Renato Cortesi. Nel 1996 si instaura nel circuito della musica elettronica esibendosi in discoteche di fama internazionale come Prince, Cocoricò, Pascià, Peter Pan e Byblos. Nel 1997 si trasferisce a Bologna dove diventa una delle voci di punta della emittente radiofonica Italia Network sotto la direzione artistica di Michael Hammer e la supervisione di Andrea Pellizzari. Nel 1999 studia canto e chitarra con il maestro Marco Di Meo.
Nel piccolo schermo lo si vede per la prima volta nel 2003 nella serie Vivere, nel fugace ruolo del sequestratore di Emilia Falcon.
Nel 2005 debutta nel cortometraggio Cose che facciamo per amore di Marco Perez, successivamente debutta nella pellicola Ma l'amore... sì di Massimo Costa e Tonino Zangardi, nel ruolo di Princess. Nello stesso anno in veste di cantante e leader del progetto "Loose Headz" esordisce con il brano No Fun mancando l'uscita dell'album per il prematuro scioglimento della band. Il brano esce ufficialmente l'anno successivo su Molto Recordings, un'etichetta italiana di nicchia, e ne viene realizzato un videoclip prodotto da Andrea Giannattasio che in quell'anno raggiunge la posizione n. 40 sulla emittente televisiva Mtv. Nel 2006 studia recitazione con Bernard Hiller. Proprio in quell'anno interpreta la parte del sanguinario "Harry Brompton" nel cortometraggio thriller/horror Liver, da lui stesso prodotto guadagnandosi diversi premi come miglior interpretazione e miglior film e proiezioni speciali in Festival di genere come il Courmayeur Noir in festival. Nello stesso anno recita nella miniserie I figli strappati diretta da Massimo Spano, nel ruolo del Capitano Robins, con Antonia Liskova e Daniele Pecci.
Nel 2007 recita in un episodio della serie TV Piloti in onda su Rai Due con Enrico Bertolino e Max Tortora per la regia di Celeste Laudisio, nel ruolo di Arturo Berti investigatore privato. Nello stesso anno si trasferisce a Los Angeles interpretando il ruolo di Sam nel lungometraggio 8 Hours per la regia di Jason Field; il film non verrà mai finito per mancanza di budget da parte della produzione, ne rimane solo un rough cut. Nel 2008 recita nel film Rasputin di Louis Nero, film di nicchia passato inosservato alla stragrande maggioranza del pubblico e della critica. Nello stesso anno registra il suo nuovo album con la batterista newyorchese Cindy Blackman Santana. Nello stesso anno interpreta l'antipatico pilota inglese nel film campione d'incassi Italians, per la regia di Giovanni Veronesi. Sempre nel 2008 diventa uno degli speaker di Virgin Radio Italia, dove scrive e conduce il programma Virgin Motel, dedicato prevalentemente alla musica rock, trasmettendo fino a giugno del 2010.
Nel 2009 interpreta il ruolo del cacciatore Fred nell'horror Shadow, diretto da Federico Zampaglione. Nel 2010 conduce la copertina di Six Nations insieme a Tania Zamparo e dirette da Roberto Montoli per l'emittente televisiva Sky Sport in pillole teatrali dove recita Shakespeare. Nel 2011 dirige il cortometraggio Deranged, prodotto da Claudia Ferrero e Mimmo Moniaci, nel quale è anche attore protagonista guadagnandosi nell'anno a seguire una menzione nel circuito "Short film corner - Official selection a Le 65º Cannes Film Festival. Nel 2012 interpreta e scrive la serie in pillole Malessere prodotta da La Stampa. Nel 2014, accanto a Jack Huston interpreta "Investor one" nella serie inglese A rose reborn diretta da Park Chan-Wook e prodotta da Luca Guadagnino, Stefano Pilati e Zegna.
Nell'estate del 2018 viene scelto dal team di Yoox, capitanata da Federico Marchetti, per interpretare Anchorman nella campagna pubblicitaria "Lucky Yoox ambientata agli anni 70 ai tempi della "Wheel of fortune". Il 30 settembre 2019 esce sul mercato internazionale il suo nuovo singolo Dirty Rockstar dalle sonorità dance-pop. Nel corso del 2021 pubblica 16 nuovi brani nel mercato discografico e 3 videoclip, tra cui: The Purifier (31 gennaio) di cui viene realizzato anche il videoclip, Runnin'away (9 marzo), Stuck on me (24 aprile), In L.A. (30 aprile), Walk into me (4 maggio), Free Full Fighting (7 maggio), Sister (17 maggio), Stay with me (26 giugno), Babe babe toinght (10 luglio) di cui viene realizzato anche il videoclip, Smack it up mate (23 luglio), Take me now (21 agosto), I know (18 settembre), Pray now (16 ottobre), Shout forever (And ever) (13 novembre), Never ever without you (27 novembre), Screw you (4 dicembre). Nell'ottobre del 2021 recita nel film del regista emergente Tommaso Ottomano per la Serie "Paura" dal titolo: "La notte di Evelyn" nelle vesti del protagonista, le musiche del film sono di Ennio Morricone e Stelvio Cipriani, il film debutta in streaming sulla piattaforma digitale Mubi e proiettato in anteprima al Sitges Film Festival il 9 ottobre del 2022.  
Nel gennaio del 2022 viene scelto in veste di testimonial / attore per la campagna dello stilista Roberto Cavalli disegnata da Fausto Puglisi. L'11 gennaio pubblica il suo nuovo singolo dal titolo: Cavalli. Il 14 maggio 2022 pubblica il singolo I'm afraid of americans, brano cover composto e interpretato da David Bowie e Trent Reznor, di cui ne pubblica anche il video.
Nel dicembre 2022 viene scelto per il video del nuovo singolo dei Maneskin dal titolo: Gossip nel ruolo dell'attaccabrighe, il video viene pubblicato il 13 gennaio del 2023.
A luglio 2023 viene scelto in veste di testimonial per la campagna del brand di moda: Montecore, per la regia di Fabrizio Narcisi. Nel video si esibisce anche in veste di cantautore interpretando al pianoforte un suo brano inedito dal titolo: "Wondering" if in uscita  sul mercato discografico il 31 ottobre 2023.
Il 27 settembre 2023 partecipa in veste di testimonial e cantante all'iniziativa promossa dall’Associazione Consorzio Umanitas "Women for Women" Against violence per combattere la violenza di genere e sostenere le donne affette da tumore al seno. La serata si è tenuta all’Auditorium del Massimo il 27 settembre e trasmessa il 27 ottobre su Rai Tre in seconda serata alle 23.15. Regia di Antonio Centomani. Hanno presentato la serata Beppe Convertini e Arianna Ciampoli All’evento è stata premiata la stilista ligure Antonietta Tuccillo che con le sue creazioni eseguite rigorosamente con la tecnica del “Crochet” ha vestito due testimonial d’eccezione: Miss Italia 2022 Lavinia Abate e Ottaviano Blitch, il quale ha cantato la sua versione del celebre brano Woman scritto da Neneh Cherry.
Alla serata hanno partecipato anche: Samantha De Grenet, le iene Filippo Roma e Nina Palmieri, Silvia Mezzanotte dei Matia Bazar. Presidente dell'organizzazione è Donatella Gimigliano. L’evento è stato sostenuto da: Senato e Camera della Repubblica, Ministero della Cultura, Unicef, Regione Lazio, Lega Italiana contro i tumori.

## Discografia
- No fun (nah)
- Where's the part(hey)
- Babe babe
- Standing ovation
- Abbey road
- Don't bring me down
- Don't talk
- Johnny
- Lovesong
- My own fever
- Rock'n'roll
- Shuffle
- Under your rain
- Dirty rockstar
- Lucy's got
- The purifier
- Runnin'away
- Stuck on me
- In L.A.
- Walk into me
- Free full fighting
- Sister
- Stay with me
- Babe babe tonight
- Smack it up mate
- Take me now
- I know
- Pray now
- Shout forever (And ever)
- Never ever without you
- Screw you
- Cavalli
- I'm afraid of americans

## Filmografia

### Cinema
- Cose che facciamo per amore, regia di Marco Perez
- Ma l'amore... sì, regia di Massimo Costa e Tonino Zangardi (2006)
- Liver, regia di Federico Greco (2007)
- Shadow, regia di Federico Zampaglione (2009)
- In the Market, regia di Lorenzo Lombardi (2009)
- Italians, regia di Giovanni Veronesi (2009)
- Rasputin, regia di Louis Nero (2011)
- Deranged[23], regia di Ottaviano Blitch (2012)
- La notte di Evelyn, regia di Tommaso Ottomano (2021)

### Televisione
- I figli strappati, regia di Massimo Spano (2006)
- Piloti, regia di Celeste Laudisio (2007)
- Six Nations, regia di Roberto Montoli (2010/2011)
- A rose reborn, regia di Park Chan_Wook (2014)
- Lucky Yoox, regia di Francesco Peluso (2018)
- Roberto Cavalli SW2022-23 Campaign, regia di Tommaso Ottomano (2022)
- Gossip, regia di Tommaso Ottomano (2023)